# Fad Gadget
Fad Gadget — сценический псевдоним Фрэнка Тови (англ. Francis John Tovey, 8 сентября 1956 года — 3 апреля 2002 года), влиятельного британского исполнителя новой волны, считающегося (согласно Allmusic) одной из «наиболее значительных культовых фигур раннего пост-панка».

## Биография
Впервые Фрэнк Тови — под псевдонимом Fad Gadget — выступил в июле 1979 года в клубе "Moonlight" в Западном Хэмпстеде en:West Hampstead. Через два месяца вышел первый сингл Fad Gadget «The Box», одновременно «смешной и пугающий», с двумя треками, который сформировали базу его репертуара. Второй сингл «Ricky’s Hand» вышел в марте следующего года. На обложке было прямо указано, что естественными инструментами здесь являются только электродрель и человеческий голос: всё остальное исполнено синтезаторами.
После третьего сингла вышел (одноимённый) дебютный альбом Fireside Favourites. При том, что электронную часть записи выполнил сам Тови, ему помогали здесь перкуссионист Джон Фраер (англ. John Fryer), басист и гитарист Эрик Рэдклифф (англ. Eric Radcliffe), барабанщик Ник Кэш (англ. Nick Cash) и Дэниэл Миллер, сыгравший также на синтезаторе.
Год спустя вышел второй альбом музыканта Incontinent. Помимо прежних сотрудников в работе над ним приняли участие Роберт Гоутубед, ударник Wire, басист и гитарист Питер Банер (англ. Peter Bahner) и мультиинструменталист Дэвид Симмондс (англ. David Simmonds). Альбом (как отмечает Allmusic) оказался мрачнее и несколько расфокусированнее предшественника — возможно потому, что синтезаторной работы здесь было меньше.
Затем вышли альбомы Under the Flag (1982) и Gag (1984): они ознаменовали переход музыканта к более ритмичной, почти танцевальной музыке, временами созвучной коммерческому синт-попу, отмеченной влияниями музыки соул. Но прежними остались тексты Тови: крайне нестандартные и при этом прочно привязанные к реальной жизни. В числе приглашенных музыкантов были Элисон Мойе (Yazoo) и Роланд С. Говард (Birthday Party). В 1984 году с Бойдом Райсом Тови записал альбом Easy Listening for the Hard of Hearing.
После гастролей 1993 года Тови покинул сцену и не давал о себе знать до 2001, когда, как Fad Gadget, выступил в турне Depeche Mode Exciter Tour. В тот момент он работал над новым альбомом, и его создание прервалось неожиданной смертью Тови 3 апреля 2002 года, причиной которой стал сердечный приступ. Вопреки общепринятому мнению, "заболевания сердца" не были причиной смерти Тови, отсылаясь к словам его дочери Морган Тови-Фрост:

 Во многих некрологах и газетных вырезках того времени говорилось, что у него с рождения было больное сердце или что-то в этом роде – какие-то слегка перепутанные факты. Это не совсем так. Как и у любого человека, в его жизни было время, когда он был слаб, поэтому у него был лëгкий шум в сердце, когда он был ребёнком. Это не было связано с тем, как он умер. Он был очень здоров. Печальная правда в том, что так случается. У людей бывают сердечные приступы. Он был не стар, но и не был молод. Этот случай просто был одной из тех странных вещей. — Журнал "Drop Dead", № 3 от 2007-го года.

## Стиль и наследие
Экспериментальный электронный рок Fad Gadget, выстроенный на элементах пост-панка и раннего индастриал (позже — синт-попа), создавался в основном на синтезаторах, но — с использованием различных немузыкальных инструментов (дрели, электробритвы и т. д.)
Важную роль в музыкальном творчестве Тови играли тексты: мрачные, саркастичные, как правило наполненные иносказаниями и игрой слов; основным темами Fad Gadget были технология, человек в постиндустриальном обществе, секс и насилие. Однако (как отмечает рецензент Allmusic) несмотря на кажущееся сходство с Гэри Ньюманом, куда больше общего в текстах он имел с Бобом Диланом: героем его песен был не робот, но живой, растерянный человек.
Необычайно экспрессивными (а иногда и отталкивающими) были сценические выступления Тови: он использовал акробатические трюки, выходил на сцену в саже и перьях (чем ужасал аудиторию, с которой шёл на физический контакт), или обнажённым, покрытым пеной крема для бритья (в таком виде он запечатлён на обложке альбома The Best of Fad Gadget), причем нередко принимался на сцене же и бриться.
Тови записал четыре полноформатных студийных альбома как Fad Gadget (название это нередко интерпретировалось как название группы, поскольку к сотрудничеству приглашались многочисленные исполнители) и шесть — под собственным именем: последние имели более экспериментальный, явно некоммерческий характер и отличались полной непредсказуемостью: наряду с экспериментальной электроникой здесь использовались мотивы каджун, блюза и фолка. В их числе был сборник «рабочих песен» Tyranny and the Hired Hand (1989). Два студийных альбома Тови записал также с аккомпанирующей группой The Pyros.. Fad Gadget не достиг того уровня известности, как его единомышленники — Cabaret Voltaire, Wire или Depeche Mode, но, как отмечает Allmusic, «уникальность его вклада в развитие электронной музыки сомнению не подвергается».

## Дискография

### Альбомы

#### Fad Gadget
- Fireside Favourites (1980)
- Incontinent (1981)
- Under the Flag (1982)
- Gag (1984)
- The Best of Fad Gadget (2001)

#### Frank Tovey
- Easy Listening for the Hard of Hearing (1984) (with Boyd Rice)
- Snakes and Ladders (1986)
- The Fad Gadget Singles (1986)
- Civilian (1988)
- Tyranny & the Hired Hand (1989)
- Grand Union (1991)
- Worried Men in Second Hand Suits (1992)
- Fad Gadget by Frank Tovey (2006)

### Синглы

#### Fad Gadget
- «Back to Nature» b/w «The Box» (1979)
- «Ricky’s Hand» b/w «Handshake» (1980)
- «Fireside Favourite» b/w «Insectiside» (1980)
- «Make Room» b/w «Lady Shave» (1981)
- «Saturday Night Special» b/w «Swallow It Live» (1982)
- «King of the Flies» (1982) — red vinyl flexi
- «King of the Flies» b/w «Plain Clothes» (1982)
- «Life on the Line» b/w «4M» (1982)
- «For Whom the Bells Toll» b/w «Love Parasite» (1982)
- «I Discover Love» b/w «Lemmings On Lovers Rock» (1983)
- «Collapsing New People» b/w «Spoil The Child» (1983) — с Einsturzende Neubauten
- «One Man’s Meat» b/w «Sleep, Ricky’s Hand» (1984)
- «Fireside Favourite 2001» (2001)
- «Collapsing New People 2003» (2003)

#### Mkultra
- «Immobilise» (1986)

#### Frank Tovey
- «Luxury» (1985)
- «Luddite Joe» (1986)
- «Bridge St. Shuffle» (1988)
- «Sam Hall» (1989)
- «The Liberty Tree» (1991)
- «All That Is Mine» (1992)